# Nemophora
Nemophora is een geslacht van vlinders uit de familie van de langsprietmotten (Adelidae) en de onderfamilie Adelinae.

## Soorten
- N. aglaospila (Meyrick, 1928)
- N. ahenea Stringer, 1930
- N. albiantennella Issiki, 1930
- N. albiciliellus (Staudinger, 1859)
- N. algeriensis Walsingham, 1907
- N. amphimetalla (Meyrick, 1912)
- N. amurensis Alphéraky, 1897
- N. annae Zeller, 1853
- N. anonymella Lewin, 1945
- N. antilyca (Meyrick, 1936)
- N. apollonis Diakonoff, 1967
- N. argyrospila (Meyrick, 1924)
- N. askoldella Millière, 1879
- N. associatella (Zeller, 1839)
- N. asterodoxa (Meyrick, 1928)
- N. athlophora (Meyrick, 1912)
- N. atkinsonii Moore, 1887
- N. augantha Meyrick, 1907
- N. augites (Meyrick, 1938)
- N. auricella Ragonot, 1874
- N. aurifera Butler, 1881
- N. aurisparsella Walker, 1863
- N. badioumbratella Sauber, 1899
- N. baibarana (Matsumura, 1932)
- N. barbatella Zeller, 1847
- N. barbatellus (Zeller, 1847)
- N. basella (Eversmann, 1844)
- N. basiradiella (Christoph, 1888)
- N. bellela (Walker, 1863)
- N. bellella Walker, 1863
- N. beryllopa (Meyrock, 1935)
- N. bifasciatella Issiki, 1930
- N. bifasciella (Walker, 1866)
- N. brachypetala Meyrick, 1912
- N. cantharites (Meyrick, 1928)
- N. cassiterites (Meyrick, 1907)
- N. cleodoxa (Meyrick, 1922)
- N. cleuteriella (Ghesquière, 1940)
- N. congruella (Zeller, 1839)
- N. constantinella Baker, 1888
- N. cupriacella (Hübner, 1819) - koperkleurige langsprietmot
- N. cyanochrysa (Meyrick, 1930)
- N. cyphozona (Meyrick, 1922)
- N. chalcobasa Diakonoff, 1951
- N. chalcodactyla Diakonoff, 1951
- N. chalcomis Meyrick, 1907
- N. chalcotechna (Meyrick, 1937)
- N. chalybeella Bremer, 1864
- N. chibiana (Matsumura, 1931)
- N. chionella (Caradja, 1935)
- N. chionites Meyrick, 1907
- N. chlorista Meyrick, 1912
- N. chlorocosma (Meyrick, 1915)
- N. chrysidias (Meyrick, 1928)
- N. chrysocrossa (Meyrick, 1922)
- N. chrysocharis (Caradja, 1938)
- N. chrysochraon (Razowski, 1978)
- N. chrysodonta Diakonoff, 1951
- N. chrysogona (Meyrick, 1922)
- N. chrysoprasias (Meyrick, 1907)
- N. chrysorrhabda Diakonoff, 1955
- N. decisella Walker, 1863
- N. degeerella (Linnaeus, 1758) - geelbandlangsprietmot
- N. diplophragma (Meyrick, 1938)
- N. divina (Caradja, 1939)
- N. dumerilella (Duponchel, 1839)
- N. dumeriliella Duponchel, 1838
- N. engraptes Meyrick, 1907
- N. esmarkella Wocke, 1864
- N. eurycitra (Meyrick, 1928)
- N. fasciella (Fabricius, 1775) - ballotelangsprietmot
- N. fioriella Costantini, 1923
- N. fluorites Meyrick, 1907
- N. gemmella Walsingham, 1880
- N. glabrata (Meyrick, 1922)
- N. griseella Walsingham, 1880
- N. gymnota Meyrick, 1912
- N. hedemanni Christoph, 1888
- N. heliochalca (Meyrick, 1928)
- N. hemidesma Diakonoff, 1951
- N. heteroxantha Diakonoff, 1951
- N. hippophylax (Meyrick, 1930)
- N. homoeotropa Diakonoff, 1955
- N. honeella (Caradja & Meyrick, 1935)
- N. honei (Caradja & Meyrick, 1935)
- N. humilis Walsingham, 1891
- N. indica Walker, 1863
- N. ischnodesma (Meyrick, 1928)
- N. istrianella Herrich-Schäffer, 1855
- N. istrianellus (Heydenreich, 1851)
- N. janineae Viette, 1954
- N. japanalpina Yasuda, 1957
- N. japonica Stringer, 1930
- N. kalshoveni Diakonoff, 1951

- N. karafutonis (Matsumura, 1932)
- N. kaukasiellus (Soffner, 1969)
- N. kukunorensis Sauber, 1899
- N. lamprodes (Meyrick, 1914)
- N. laticlavia (Meyrick, 1912)
- N. latifasciella Warren, 1888
- N. latreillella (Fabricius, 1798)
- N. lenella Zeller, 1853
- N. lieftincki Diakonoff, 1951
- N. limenites (Meyrick, 1914)
- N. liongi Diakonoff, 1951
- N. maxinae Kozlov & Robinson
- N. melichlorias Meyrick, 1907
- N. metallica (Poda, 1759) - gouden langsprietmot
- N. micrometalla Diakonoff, 1951
- N. minimella (Denis & Schiffermüller, 1775) - blauwe-knooplangsprietmot
- N. mollella (Hübner, 1813)
- N. montana Okano, 1957
- N. moriokensis Okano, 1957
- N. neurias (Meyrick, 1922)
- N. niphites (Meyrick, 1938)
- N. nobilis Christoph, 1882
- N. ochsenheimerella (Hübner, 1813) - geoogde langsprietmot
- N. opalina Meyrick, 1912
- N. optima Butler, 1878
- N. orichalcias Meyrick, 1892
- N. panaeola Turner, 1913
- N. paradisea Butler, 1881
- N. parvella Walker, 1863
- N. pecuniosa (Meyrick, 1921)
- N. pfeifferella (Hübner, 1813)
- N. phoenicites (Meyrick, 1907)
- N. photodoxa (Meyrick, 1930)
- N. plutodotis Diakonoff, 1951
- N. polychorda (Meyrick, 1914)
- N. polydaedala (Turner, 1913)
- N. pollinaris Meyrick, 1907
- N. porphyraspis (Meyrick, 1930)
- N. prodigella Zeller, 1853
- N. prodigellus (Zeller, 1853)
- N. profusella Walker, 1866
- N. purpurea Stainton, 1867
- N. pyrites Meyrick, 1907
- N. pyrotechna Meyrick, 1912
- N. raddaella (Hübner, 1793)
- N. raddei Rebel, 1901
- N. rebelellus (Turati, 1924)
- N. rhodochrysa Diakonoff, 1951
- N. rubrofascia Christoph, 1881
- N. sakaii (Matsumura, 1931)
- N. sapporensis (Matsumura, 1931)
- N. satrapodes (Meyrick, 1894)
- N. scabiosella Scopoli, 1763
- N. scitulella Walker, 1864
- N. schrencki Bremer, 1864
- N. selasphora (Turner, 1913)
- N. seraphias Meyrick, 1907
- N. servata (Meyrick, 1925)
- N. sinicella Walker, 1863
- N. smaragdaspis (Meyrick, 1924)
- N. solstitiella (Walsingham, 1900)
- N. sparsella Walker, 1863
- N. sporodesma (Meyrick, 1928)
- N. staudingerella Christoph, 1881
- N. stellata Hirowatari, 1995
- N. sylvatica Hirowatari, 1995
- N. takamukuella (Matsumura, 1932)
- N. tancrei Sauber, 1899
- N. thermochalca (Meyrick, 1933)
- N. topazias Meyrick, 1892
- N. tricrates (Meyrick, 1922)
- N. trimetrella Stringer, 1930
- N. tristrigella Walker, 1866
- N. tsartanana Viette, 1954
- N. tyriochrysa (Meyrick, 1935)
- N. umbripennis Stringer, 1930
- N. violaria (Razowski, 1978)
- N. violellus (Herrich-Schäffer, 1851) - gentiaanlangsprietmot
- N. wakayamensis (Matsumura, 1931)
- N. xanthargyra (Meyrick, 1922)
- N. xanthobasella Snellen, 1885
- N. xanthophracta (Meyrick, 1930)
- N. zonoreas (Meyrick, 1924)